# بيت بن قماطة

تعديل مصدري - تعديل

بيت بن قماطة هي إحدى قرى عزلة القارة بمديرية رصد التابعة لمحافظة أبين، بلغ تعداد سكانها 36 نسمة حسب تعداد اليمن لعام 2004.